# Aktínium
Az aktínium a periódusos rendszer egyik kémiai eleme, a vegyjele Ac, rendszáma 89. A neve a görög aktis, aktinos-ból ered, ami csillogást, sugárzást jelent.

## Fizikai, kémiai tulajdonságai
Az aktínium ezüstfehér, erősen radioaktív fém. Erős radioaktivitása miatt sötétben halványkék fénnyel világít. Nyomokban az urán-szurokércben található meg, mint a 227Ac izotóp, melynek felezési ideje 21,773 év. Kémiai tulajdonságai a ritkaföldfémek közé tartozó lantánéhoz hasonlóak. Rácsa köbös, legszorosabb illeszkedésű. Mindig három vegyértékű (Ac3+), több vegyülete ismeretes. Nedves levegőn oxidálódik.

## Felfedezése
Az aktíniumot André-Louis Debierne fedezte fel 1899-ben az urán-szurokércben, melyben a koncentrációja 15 mg/tonna érc. 1902-ben tőle függetlenül Friedrich Otto Giesel is előállította az aktíniumot. Később Debierne magreakció segítségével elégséges mennyiségű aktíniumot állított elő ahhoz, hogy meghatározzák kémiai tulajdonságait. Ha a 226Ra-ot neutronnal bombázzák:
```
226
Ra + n
0
 → 
227
Ra → 
227
Ac + e
-
```

Milligrammos mennyiségekben állították így elő, a fémet fluoridjából lítiummal való redukció útján kapták, vákuumban, 1200 °C-on.

## Felhasználása
Mivel nagyon radioaktív, az 227Ac-ot „neutron generátorként (forrás)” tartják számon. Az egészségügy számára az 225Ac izotópot használják fel a 213Bi előállítására, vagy az izotópot magát a sugárterápiában.

## Izotópjai
A természetben előforduló aktínium egy izotópot tartalmaz: 227Ac, melynek a leghosszabb a felezési ideje. Összesen 10 izotópja ismert, melyek atomtömege 206 és 236 közé esik. A legstabilabbak:
- 227Ac, felezési idő 21,772 év
- 225Ac, felezési idő 10,0 nap
- 226Ac, felezési idő 29,37 óra

A többi izotóp felezési ideje kevesebb mint 10 óra, és ezek többségének is kevesebb, mint 1 perc. A legrövidebb felezési idejű a:
- 217Ac, felezési idő 69 nanomásodperc

A tiszta 227Ac a bomlástermékeivel 185 nap alatt kerül egyensúlyba, majd folytatódik bomlása 21,773 éves felezési idővel.

## Hatása az élővilágra
Mivel nagyon ritka elem és nincs szerepe az élővilágban, nem jelent veszélyt arra. Alig egy pár laboratóriumban található és mivel nagyon radioaktív (150-szer radioaktívabb mint a rádium) nagy elővigyázatossággal kezelik. Kutatások folynak a célzott alfa sugárterápiával, mely nagyon hatásos daganatos betegségekben. Az 225Ac használata ebben az irányban egy igen komoly mellékhatás miatt ütközik nehézségekbe: az 225Ac-ból rendszeresen keletkezik 213Bi, ami elhagyja a megcélzott daganatot és a vesékben felhalmozódik, azokat roncsolja. A kutatások a 213Bi hatásos eltávolítása irányában folynak.